# Muhammad bin Tughluq
Muhammad bin Tughluq (khoảng 1300 – 1351) còn có tên là Juna Khan trước khi lên ngôi, là vua xứ Delhi từ năm 1325 đến 1351. Ông là con trưởng của Ghiyath al-Din Tughluq. Ghiya al-din đã gửi hoàng tử trẻ Muhammad tới cao nguyên Deccan để đánh Warangal, do vua Prataparudra của nhà Kakatiya trị vì. Muhammad lên nối ngôi năm 1325 sau khi vua cha qua đời.
Muhammad bin Tughluq là một học giả và là một người ưa thích mở mang kiến thức. Ông rất ưa chuộng luận lý học, triết học, toán học, thiên văn học và khoa học tự nhiên. Ông rất am hiểu nền y học và có sở trường về phép biện chứng (triết học).

## Chú giải
1. ↑  Barani, Zia-ud-Din. Tarikh-I-firu Shahi.